# Кухари (Мазовецьке воєводство)
Кухари (пол. Kuchary) — село в Польщі, у гміні Дробін Плоцького повіту Мазовецького воєводства.
Населення — 166 осіб (2011).
У 1975-1998 роках село належало до Плоцького воєводства.

## Демографія
Демографічна структура станом на 31 березня 2011 року:
|          | Загалом | Допрацездатний вік | Працездатний вік | Постпрацездатний вік |
| -------- | ------- | ------------------ | ---------------- | -------------------- |
| Чоловіки | 80      | 18                 | 43               | 19                   |
| Жінки    | 86      | 19                 | 45               | 22                   |
| Разом    | 166     | 37                 | 88               | 41                   |